# Њу Бафало (Мичиген)
Њу Бафало (Мичиген) (енгл. New Buffalo) град је у америчкој савезној држави Мичиген. По попису становништва из 2010. у њему је живело 1.883 становника.

## Демографија
Према попису становништва из 2010. у граду је живело 1.883 становника, што је 317 (14,4%) становника мање него 2000. године.
| Група             | 2000.         | 2010.         |
| Белци             | 2.090 (95,0%) | 1.728 (91,8%) |
| Афроамериканци    | 9 (0,4%)      | 31 (1,6%)     |
| Азијати           | 11 (0,5%)     | 6 (0,3%)      |
| Хиспаноамериканци | 63 (2,9%)     | 83 (4,4%)     |
| Укупно            | 2.200         | 1.883         |